# Carriers
Carriers is een Amerikaanse horror- en sciencefictionfilm uit 2009, geregisseerd door de broers Alex en David Pastor. Het is hun debuutfilm met een postapocalyptische achtergrond. De film gaat over vier jonge mensen die vluchten voor een dodelijke virus.

## Verhaal
Een dodelijk en zeer besmettelijk virus is wereldwijd uitgebroken. Twee broers, Brian (Chris Pine) en Danny (Lou Taylor Pucci), vluchten naar Turtle Beach, waar ze hopen de epidemie veilig te kunnen uitzitten. In hun jeugd gingen ze daar op vakantie heen. Ze worden hierbij vergezeld door de vriendin van Brian, Bobby (Piper Perabo), en een schoolkameraad van Danny, Kate (Emily VanCamp). 
Onderweg ontmoeten ze een gestrande vader, Frank (Christopher Meloni), en zijn besmette dochter Jodie (Kiernan Shipka). In eerste instantie vluchten ze voor hen, maar zijn later noodgedwongen ze mee te nemen naar een stad waar volgens geruchten een serum is ontwikkeld. Daar aangekomen ontdekken Frank, Brian, Danny en Kate dat het serum niet afdoende werkt en slechts de lijdensweg verlengt. In de tussentijd wordt Bobby onbedoeld geïnfecteerd door Jodie, maar zij verzwijgt dit voor de rest van de groep. Als Frank zijn dochter naar de wc brengt, neemt Brian zijn kans waar en laat ze achter.
In een hotel bij een golfbaan probeert Bobby elk contact met Brian af te houden, maar zij faalt hierin. Later op de avond blijkt het hotel reeds bezet te zijn door een groepje militairen die bij hun terugkeer de groep gevangennemen. Als de meisjes zich moeten uitkleden, is de besmetting zichtbaar. De groep wordt vrijgelaten. Bij een benzinestation wordt Bobby uiteindelijk, vooral op aandringen van Kate, door Brian achtergelaten. 
Als de auto van Brian, Danny en Kate bijna geen benzine meer heeft, komen ze een auto met twee vrouwen tegen. Danny vraagt om hulp, maar wordt afgewezen. Daarop schiet Brian de twee vrouwen dood, maar raakt hierbij zelf gewond. Bij het verzorgen van de wond ontdekt Danny dat Brian ook besmet is. Hier komt het tot een flinke botsing tussen de broers, waarbij Brian duidelijk maakt dat hij moeilijke beslissingen heeft moeten nemen om iedereen in leven te houden. Als Danny en Kate een uitgeputte Brian willen achterlaten, mislukt hun poging. Daarop schiet Danny zijn broer dood en verbrandt zijn lichaam. 
Als Danny en Kate hun toevluchtsoord Turtle Beach bereiken, realiseert Danny zich dat hij zich zeer eenzaam voelt op deze plek waar hij en zijn broer veel plezierige momenten hadden meegemaakt.